# Climate Action Network
Climate Action Network - International (CAN) est un réseau mondial de plus de 1 900 organisations non gouvernementales environnementales dans plus de 130 pays qui travaillent à promouvoir l'action gouvernementale et individuelle pour limiter les changements climatiques d'origine humaine à des niveaux écologiquement durables.

## Histoire
Climate Action Network - International est le plus actif lors des réunions de la Convention-cadre des Nations Unies sur les changements climatiques. Il publie un bulletin d'information présentant les points de vue de la société civile et des communautés du monde entier lors des négociations sur le climat, et les prix satiriques Fossil of the Day des pays qui bloquent l'avancée des négociations dans la mise en œuvre de l'Accord de Paris sur le climat. Elle soutient et coordonne également ses membres dans son réseau mondial à travers le renforcement des capacités, des campagnes, des projets et des mobilisations pour exhorter les gouvernements et autres parties prenantes à agir sur l'état d'urgence climatique.
Les membres du CAN s'efforcent d'atteindre cet objectif en coordonnant l'échange d'informations et la stratégie organisationnelle non gouvernementale sur les questions climatiques internationales, régionales et nationales. Les membres du CAN donnent une priorité à un environnement sain et à un développement qui « répond aux besoins du présent sans compromettre la capacité des générations futures à répondre aux leurs » selon la Commission Brundtland. La vision de Climate Action Network est de protéger l'atmosphère tout en permettant un développement durable et équitable dans le monde entier. Elle est fondée en 1989 par Michael Oppenheimer en Allemagne.
En janvier 2023, le réseau d'ONG environnementales, se scandalise du conflit d'intérêts lié à la nomination, lors de la Conférence de Dubaï de 2023 sur les changements climatiques, à la présidence de Sultan Al Jaber, ministre de l’Industrie émirati et PDG de la compagnie nationale Abu Dhabi National Oil Company,,,.

## Réseaux régionaux et nationaux

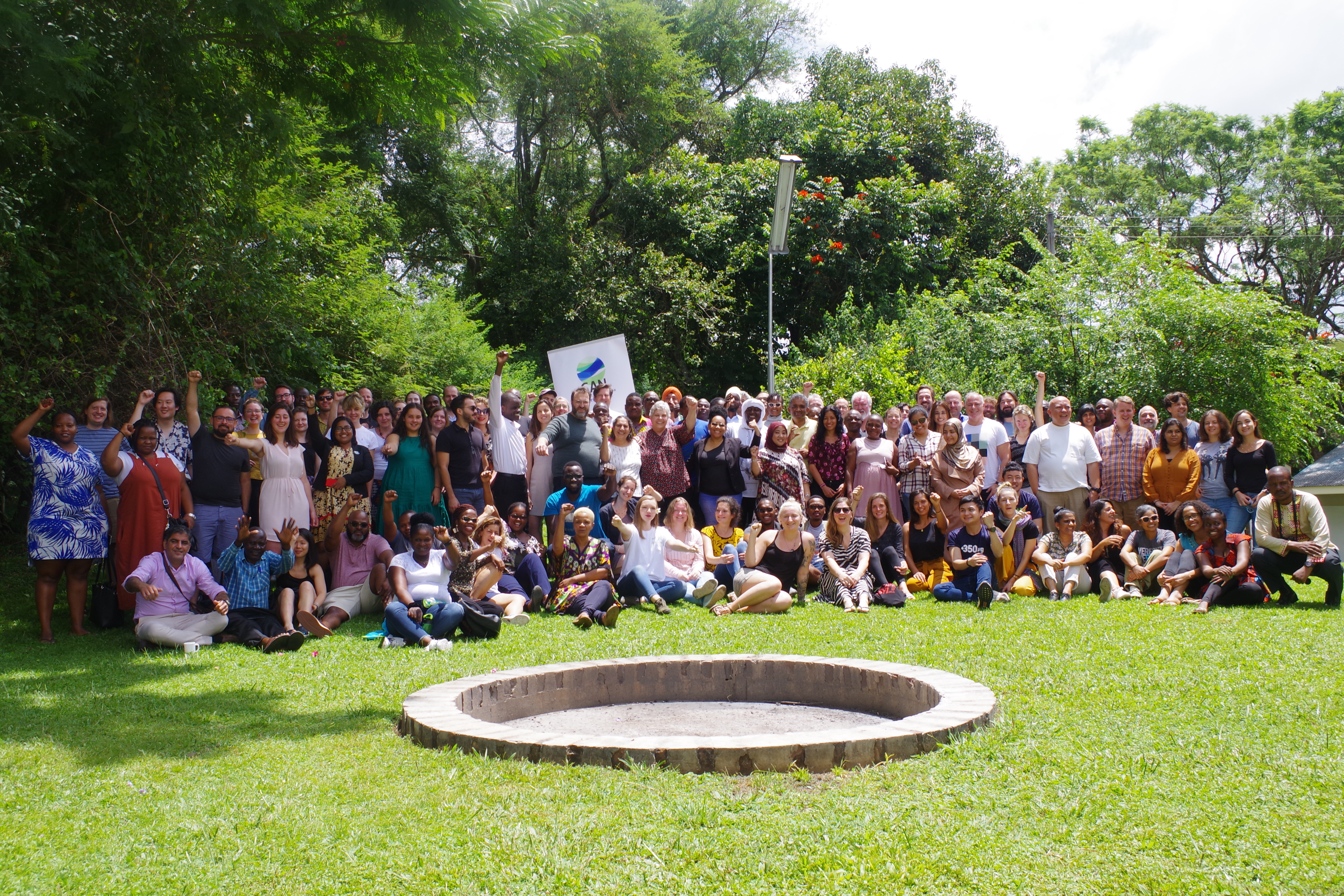
Session stratégique annuelle de la CAN 2020 à Arusha, Tanzanie

Le CAN dispose de réseaux régionaux et nationaux formels appelés nœuds qui coordonnent ces efforts.
Nœuds régionaux :
- CAN-Arab World
- CAN-Eastern Africa
- CAN Eastern Europe, Caucasus and Central Asia (CAN-EECCA)
- CAN-Europe
- Climate Action Network Latin America (en)(CANLA)
- Pacific Islands CAN (PICAN)
- CAN-South Asia (CANSA)
- Southern African Region CAN (SARCAN)
- CAN-South East Asia (CANSEA)
- CAN West and Central Africa (CANWA)

Nœuds du réseau national :
- CAN-Australie (CANA)
- CAN-Rac Canada
- CAN-Chine (informel)
- Réseau Action Climat
- CAN-Japon
- Réseau d'action climatique de la Nouvelle-Zélande
- CAN-Afrique du Sud (SACAN)
- CAN-Tanzanie
- CAN-Ouganda
- Réseau américain d'action pour le climat (USCAN)

## Organisations membres
Le CAN compte plus de 1 300 membres dans plus de 130 pays dans diverses régions.
- USCAN (Réseau américain d'action climatique)
- NOÉ21 (en) (Geneva)

## Voir également
- Action individuelle et politique sur le changement climatique (en)
- Réseau d'action pour le climat de Chesapeake

## Référence
1. ↑  Audrey Garric, « Climat : Sultan Al Jaber, le PDG d’une compagnie pétrolière émiratie, désigné comme président de la COP28 à Dubaï », Le Monde,‎ 12 janvier 2023 (lire en ligne , consulté le 16 janvier 2023)
2. ↑  Victor Vasseur, « "Dangereux", "ubuesque" : Sultan Al Jaber, PDG d’une compagnie pétrolière, nommé président de la COP28 » , sur France Inter, 12 janvier 2023 (consulté le 16 janvier 2023)
3. ↑  « Indignation. Le PDG de la compagnie nationale pétrolière des Émirats arabes unis présidera la COP28 » , sur Courrier international, 12 janvier 2023 (consulté le 16 janvier 2023)
4. ↑  (en) « Oil boss as climate talks host: what's behind UAE's choice? » , sur Radio France internationale, 12 janvier 2023 (consulté le 16 janvier 2023)